# التهاب جذع الدماغ لبيكرستاف
التهاب جذع الدماغ لبيكرستاف (اختصارًا BBE) هو اضطرابٌ التهابيٌ نادرٌ في الجهاز العصبي المركزي، وصفه إدوين بيكرستاف لأول مرة في عام 1951. قد يؤثر أيضًا على الجهاز العصبي المحيطي، وله سماتٌ مشتركةٌ مع كل من متلازمة ميلر فيشر ومتلازمة غيلان باريه.  